# Hanna Gucwińska
Hanna Stefania Gucwińska z domu Jurczak (ur. 25 kwietnia 1932 w Warszawie, zm. 12 listopada 2023 w Krakowie) – polska zootechnik i osobowość telewizyjna. Znana z programu telewizyjnego Z kamerą wśród zwierząt, który współtworzyła wraz z mężem Antonim Gucwińskim. Posłanka na Sejm IV kadencji.

## Życiorys
Urodziła się w Warszawie przy ul. Ciepłej 13. Jej rodzicami byli Stefania z domu Nizner oraz policjant Piotr Jurczak, ofiara zbrodni katyńskiej. Dzieciństwo spędziła w Gorlicach, ukończyła tam I Liceum Ogólnokształcące im. Marcina Kromera. Z wykształcenia zootechnik. Studia inżynierskie ukończyła na Akademii Rolniczo-Technicznej w Olsztynie. Magisterium uzyskała w 1962 na Wydziale Zootechniki Akademii Rolniczej we Wrocławiu.
Również w 1962 zawarła związek małżeński z Antonim Gucwińskim (który zmarł w 2021). Wraz z mężem pracowali w Miejskim Ogrodzie Zoologicznym we Wrocławiu, przez wiele lat pełniąc funkcje dyrektorskie (pracę w tej placówce podjęła w 1957). Od stycznia 1971 przez około 30 lat razem współtworzyli popularny program Z kamerą wśród zwierząt. Autorka licznych książek i artykułów naukowych. Odbyła praktyki zagraniczne w ogrodach zoologicznych w Amsterdamie, Paryżu i Londynie. Członkini Polskiego Towarzystwa Zoologicznego.
Przez cztery kadencje była radną Wojewódzkiej Rady Narodowej we Wrocławiu, zasiadała w komisjach zdrowia, ochrony środowiska oraz porządku publicznego. W 1994 bezskutecznie ubiegała się o mandat radnej miejskiej z listy komitetu PSL-Wrocławianie. Przez kilkanaście lat była też ławnikiem sądowym. W 2001 została wybrana na posłankę IV kadencji z okręgu wrocławskiego z listy SLD-UP (z rekomendacji Unii Pracy). W 2005 bez powodzenia ubiegała się o reelekcję z ramienia Polskiego Stronnictwa Ludowego.
Zmarła 12 listopada 2023; dwa dni później Sejm X kadencji uczcił jej pamięć minutą ciszy. Została pochowana na cmentarzu Osobowickim we Wrocławiu.

## Odznaczenia
W 1977 została odznaczona Medalem Komisji Edukacji Narodowej, w 1983 Złotym Krzyżem Zasługi, a w 1998 Krzyżem Kawalerskim Orderu Odrodzenia Polski. W 2003 otrzymała Order Uśmiechu.

## Publikacje
- Bunsch J., Gucwińska H., Gucwiński A. Zwierzyniec polski czyli niespodziewana wyprawa do lasu. Wyd. Europa, 2000, Wrocław.
- Bunsch J., Gucwińska H., Gucwiński A. Ptaki polskie czyli latać każdy może. Wyd. Europa, 2001 i 2003, Wrocław.
- Gucwińska H., Gucwiński A. Papugi czyli upierzone małpy. Krajowa Agencja Wydawnicza, 1980, Warszawa.
- Gucwińska H., Gucwiński A. Szympans. Krajowa Agencja Wydawnicza, 1985, Wrocław.
- Gucwińska H., Gucwiński A. Miejski Ogród Zoologiczny we Wrocławiu. Krajowa Agencja Wydawnicza, 1986, Wrocław, Eko-Graf, 1997, Wrocław.
- Gucwińska H., Gucwiński A. Gibbo. Varsovia, 1988, Warszawa.
- Gucwińska H., Gucwiński A. Zwierzęta nocy. Iskry, 1990, Warszawa.
- Gucwińska H., Gucwiński A. Zwierzęta w naszym domu. Tajemnice zwierząt. Wyd. II. Wydawnictwo Dolnośląskie, 1994, Wrocław.
- Gucwińska H., Gucwiński A. Zoologischer Garten Wrocław. Eko-Graf, 1997, Warszawa.
- Gucwińska H., Gucwiński A. Wrocław Zoological Garden. Eko-Graf, 1997, Warszawa.
- Gucwińska H., Gucwiński A. Niedźwiadek himalajski. Wyd. Wacław Bagiński, 1997, Wrocław.
- Gucwińska H., Gucwiński A. Zwierzęta świata. Albatros, 2002, Kraków.
- Gucwińska H., Gucwiński A. Zoologia. T. 1, Ssaki. Cz. 1. Wydawnictwo Albatros, 2003, Kraków.
- Gucwińska H., Gucwiński A. Małpy. Od karzełka do olbrzyma. Wydawnictwo Dolnośląskie, 2005, Wrocław.

## Filmografia
Programy telewizyjne
- Z kamerą wśród zwierząt (1971) – współtwórca, prowadzący
- Znajomi z ZOO (1994) – współtwórca, prowadzący

Filmy przyrodnicze
- Jak rodzą się węże (1984) – scenariusz i reżyseria
- Sarenka (1976) – scenariusz
- Goryle (1976) – scenariusz
- Gniazdo wikłaczka (1976) – scenariusz

Konsultacja
- Leśne skrzaty i kaczorek Feluś (1985)
- W klatce (1987)
- Cyrk odjeżdża (1987)
- Pogrzeb lwa (1986)
- Egzekucja w zoo (1975)[9]